# ژفیرونیک اسید
اسید ژفیرونیک یک پلی کتید است که به عنوان ترکیب متعادل کننده ایزومرهای ساختاری است. ژفیرونیک اسید در طبیعت توسط میکسوباکتریوم با رشد آهسته تولید می شود که سویه آرچانجیوم ژفیرا (Archangium gephyra Ar3895) و سایتوباکتر ویولاسئوس (Cystobacter violaceus Cb vi76) این ویژگی را دارا هستند.  این ماده اولین آنتی بیوتیک در میکسوباکتری ها است که به طور خاص از سنتز پروتئین یوکاریوتی جلوگیری می کند.

## بیوسنتز

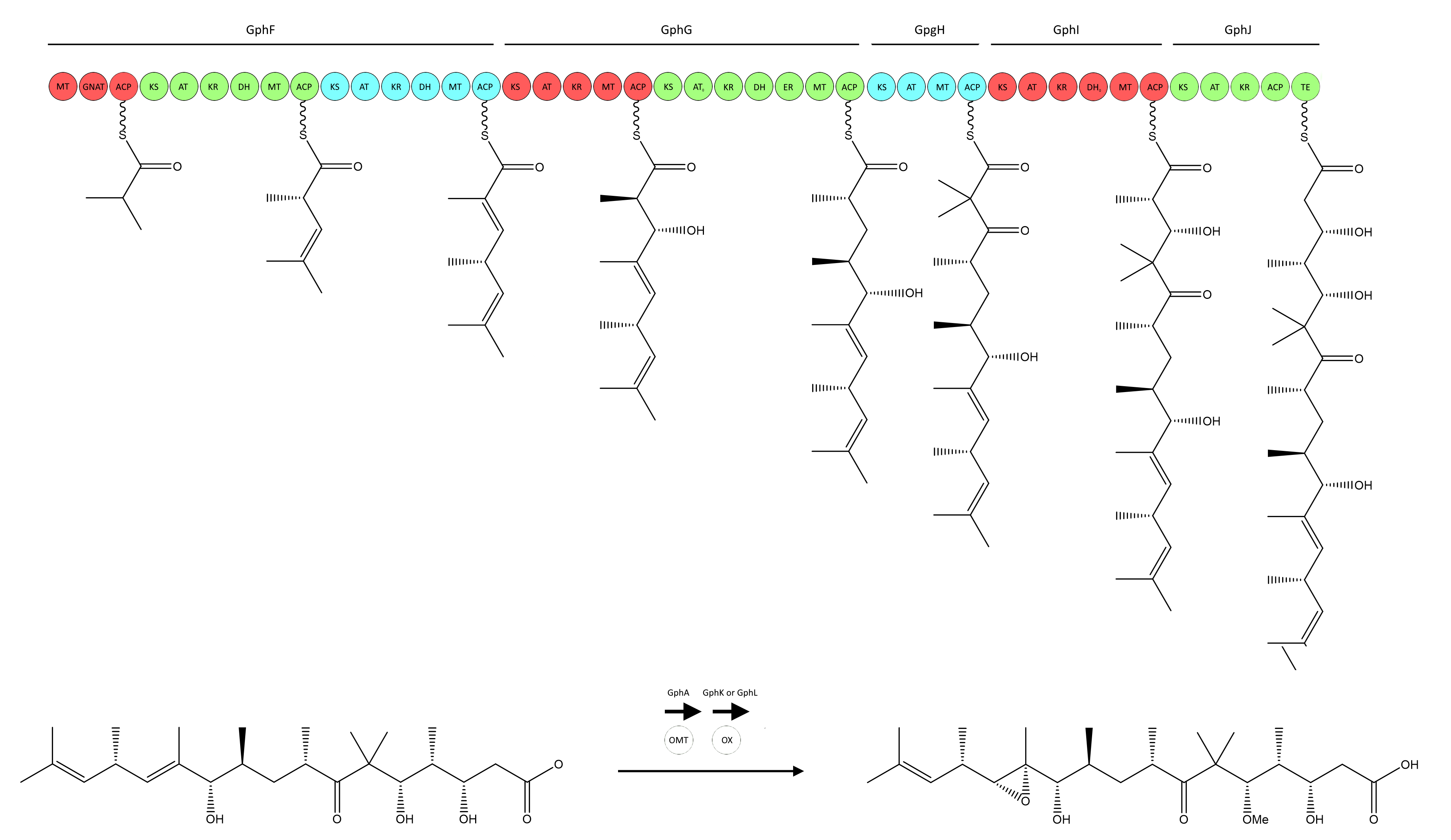
مدل بیوسنتز ژفیرونیک اسید. دامنه های PKS: GNAT (N-استیل ترانسفراز)، ACP (پروتئین حامل آسیل)، KS (کتوسنتاز)، AT (آسیل ترانسفراز)، ATo (آسیل ترانسفراز غیر فعال)، DH (دهیدراتاز)، DHo (دهیدراتاز غیر فعال)، MT (متیل ترانسفراز)، ER (enoylreductase), KR (ketoreductase).